# کامرسیژالنا بانکا
کامرسیژالنا بانکا (به انگلیسی: Komercijalna banka) بزرگترین بانک مستقر در صربستان است، که در سال ۱۹۷۰ تأسیس شد. بانک کامرسیژالنا مالک شبکه‌ای از ۲۵۱ شعبه در سرتاسر صربستان می‌باشد.
این بانک اولین شعبه خود را در سال ۲۰۰۶ در بوسنی و هرزگوین راه‌اندازی کرد و هم‌اکنون دارای عملیات گسترده بانکی در این کشور است. شعبه مرکزی کامرسیژالنا بانکا در شهر بلگراد قرار دارد.